# Газзаєв Олексій Парсаданович
Олексій Парсаданович Газзаєв (1904 — ?) — радянський діяч, голова Ради міністрів Північно-Осетинської АРСР. Депутат Верховної ради СРСР 2—3-го скликань.

## Біографія
Народився в родині селянина-середняка. Закінчив індустріальний технікум у місті Владикавказі.
Член РКП(б) з 1925 року.
У 1932 році закінчив Всесоюзний індустріально-педагогічний інститут імені Карла Лібкнехта в Москві.
У 1932—1937 роках — на Подольському машинобудівному заводі імені Серго Орджонікідзе Московської області. У 1937—1939 роках — секретар комітету ВКП(б) Подольського машинобудівного заводу імені Серго Орджонікідзе Московської області.
З 1939 до січня 1940 року — відповідальний організатор ЦК ВКП(б).
У січні 1940 — березні 1944 року — 2-й секретар Північно-Осетинського обласного комітету ВКП(б).
20 березня 1944 — квітень 1952 року — голова Ради народних комісарів (Ради міністрів) Північно-Осетинської АРСР.
Подальша доля невідома.

## Нагороди
- орден Леніна (1944)
- орден Трудового Червоного Прапора
- медаль «За оборону Кавказу»
- медалі